# سندرم آینه‌ای
سندرم آینه‌ای (انگلیسی: Mirror syndrome) که با نام‌های دیگری چون ورم سه‌گانه و سندرم بَـلِـنتاین هم شناخته می‌شود، یک اختلال نادر در دوران بارداری است که ارتباط غیرعادی خیز جنینی و ورم جفت را با پره‌اکلامپسی مادر شرح می‌دهد.
نام «سندرم آینه‌ای» به شباهت و تقارن ادم مادر و خیز جنینی اشاره دارد و نخستین بار در سال ۱۸۹۲ توسط جان ویلیام بَـلِـنتاین توصیف شد.

## علائم و نشانه‌ها
- ورم، یک نشانه اصلی و همیشگی
- آلبومینوری مادر، معمولاً خفیف
- پره‌اکلامپسی، غیر معمول

علائم جنینی مربوط به احتباس مایعات از جمله آب‌آوردگی شکم و افزایش مایع آمنیون است. خیز جنینی وجود یک آسیب مهم و احتمالاً کشنده جنین را نشان می‌دهد.
سندرم آینه‌ای ممکن است با عفونت پارواویروس بی۱۹ و با «سندرم انتقال خون دوقلوها» همراه باشد.

## سبب‌شناسی
علت بروز این اختلال ممکن است هر یک از انواع عوارض زایمان باشد که از اختلالات ایمنی، از جمله بیماری ارهاش و عفونت‌های جنینی و همچنین خطاهای مادرزادی متابولیسم و ناهنجاری‌های جنینی را دربر گیرد. سندرم آینه‌ای می‌تواند ناشی از واکنش ایمنی مادر به جنینی باشد که به بیماری هموگلوبین بارتس مبتلا شده‌است که به دلیل ویژگی تالاسمی آلفا دوگانه (تالاسمی آلفا ماژور) از هر دو والدین به ارث رسیده‌است.

## چگونگی بیماری‌زایی
مکانیسم بیماری‌زایی این سندرم ناشناخته باقی مانده‌است.

## تشخیص
با آنکه نحوهٔ بیماری‌زایی سندرم آینه‌ای ناشناخته است، اما چندین پژوهشگر افزایش سطح اوریک اسید، کم‌خونی و هماتوکریت پایین را بدون همولیز گزارش کرده‌اند.

### تشخیص افتراقی
مشکل تمایز (یا عدم تمایز) سندرم آینه‌ای از پره اکلامپسی در تنوع اصطلاحات مورد استفاده و در بحث پیرامون این موضوع بازتاب داشته‌است. به نظر می‌رسد که خیز شدید جنینی، هنگامی که وضعیت جنین به شدت بدتر می‌شود و این سندرم تنها مظهر شدت آسیب جنین-جفت باشد، سبب ایجاد سندرم بَـلِـنتاین شود. تعداد پلاکت، آسپارتات ترانس‌آمیناز، آلانین آمینوترانسفراز و هاپتوگلوبین معمولاً تحت تأثیر قرار نمی‌گیرند و ممکن است برای تشخیص سندرم آینه‌ای از نشانگان هلپ استفاده شوند.

## درمان
در بیشتر موارد، سندرم آینه‌ای باعث مرگ جنین یا نوزاد می‌شود. در مقابل، درگیری مادر حداکثر به پره‌اکلامپسی محدود می‌شود.